# Campeonato Iberoamericano de Atletismo de 2022
El XIX Campeonato Iberoamericano de Atletismo se celebró en el municipio de La Nucía (España) del 20 al 22 de mayo de 2022. La sede del certamen fue en el estadio Olímpico Camilo Cano , ubicado en el Complejo Deportivo Camilo Cano.

## Países participantes
| América Central, América del Norte y el Caribe | Sudamérica | Europa                                                                                 | África                                                            |
| --- | --- | -------------------------------------------------------------------------------------- | ----------------------------------------------------------------- |
| - Costa Rica (CRC) - Cuba (CUB) - El Salvador (ESA) - Honduras (HON) - México (MEX) - Panamá (PAN) - Puerto Rico (PUR) - República Dominicana (DOM) | - Argentina (ARG) - Bolivia (BOL) - Brasil (BRA) - Chile (CHI) - Colombia (COL) - Ecuador (ECU) - Paraguay (PAR) - Perú (PER) - Uruguay (URU) - Venezuela (VEN) | - Andorra (AND) - España (ESP) - Portugal (POR) - Ucrania (UKR) ( 3 Atletas invitados) | - Cabo Verde (CPV) - Guinea-Bisáu (GBS) - Guinea Ecuatorial (GEC) |

## Resultados

### Masculino
| PRUEBA                               |                                                                                               | |                                                                                         |
| ------------------------------------ | --------------------------------------------------------------------------------------------- | --- | --------------------------------------------------------------------------------------- |
| 100m (20 de mayo)                    | Shainer Reginfo (10.15)                                                                       | Felipe Bardi (10.26)                                                                                    | Franco Florio (10.31)                                                                   |
| 200m (22 de mayo)                    | Alexander Ogando (20.27)                                                                      | Yancarlos Martínez (20.60)                                                                              | Shainer Reginfo (21.01)                                                                 |
| 400m (21 de mayo)                    | Lidio Feliz (44.64)                                                                           | Luguelín Santos (45.50)                                                                                 | Elian Larreguina (45.78)                                                                |
| 800m (22 de mayo)                    | Álvaro de Arriba (1:45.19)                                                                    | José Maita (1:46.22)                                                                                    | José Carlos Pinto (1:46.61)                                                             |
| 1500m (22 de mayo)                   | Isaac Nader (3:43.86)                                                                         | José Zabala (3:44.55)                                                                                   | Pol Moya (3:44.64)                                                                      |
| 5000m (22 de mayo)                   | Carlos Mayo (13:51.12)                                                                        | Carlos Díaz (13:51.97)                                                                                  | Marcos Julián Molina (13:52.50)                                                         |
| Medio maratón (22 de mayo)           | Luis Ostos (1:04:46)                                                                          | Antonio Jesús Poblete (1:04:47)                                                                         | Jorge Blanco (1:05:26)                                                                  |
| 3000m obst. (20 de mayo)             | Gonzalo Parra (8:34.45)                                                                       | Nahuel Carabaña (8:35.19)                                                                               | Marcos Julián Molina (8:35.40)                                                          |
| 110m vallas (22 de mayo)             | Rafael Pereira (13.47)                                                                        | Daniel Cisneros (13.53)                                                                                 | Eduardo Rodrigues (13.53)                                                               |
| 400m vallas (21 de mayo)             | Gerald Drummond (48.87)                                                                       | Juander Santos (49.74)                                                                                  | Jesús David Delgado (49.82)                                                             |
| Salto de altura (21 de mayo)         | Edgar Alejandro Rivera (2.26)                                                                 | Thiago Julio Souza (2.26)                                                                               | Fernando Carvalho (2.21)                                                                |
| Salto con pértiga (21 de mayo)       | Didac Salas (5.40)                                                                            | Rubem Miranda (5.35)                                                                                    | Germán Pablo Chiaraviglio (5.30)                                                        |
| Salto de longitud (20 de mayo)       | Eusebio Cáceres (8.05)                                                                        | Maykel Demetrio Massó (8.03)                                                                            | Héctor Santos (7.97)                                                                    |
| Triple salto (21 de mayo)            | Lázaro Martínez (17.30)                                                                       | Marcos Ruiz (16.94)                                                                                     | Thiago Luis Pereira (16.71)                                                             |
| Lanzamiento de peso (22 de mayo)     | Darlan Romani (21.70)                                                                         | Welington Silva Morais (20.78)                                                                          | Tsanko Arnaudov (20.43)                                                                 |
| Lanzamiento de disco (21 de mayo)    | Lucas Nervi (60.58)                                                                           | Wellinton da Cruz (57.09)                                                                               | Emanuel Sousa (56.68)                                                                   |
| Lanzamiento de martillo (21 de mayo) | Javier Cienfuegos (74.70)                                                                     | Gabriel Kehr (74.61)                                                                                    | Humberto Mansilla (73.14)                                                               |
| Lanzamiento de jabalina (22 de mayo) | Leandro Ramos (81.37)                                                                         | Pedro Henrique Rodrigues (80.74)                                                                        | Luiz Mauricio Dias da Silva (80.41)                                                     |
| Decatlón (21 de mayo)                | Gerson Izaguirre (7827)                                                                       | Edgar Campré (7729)                                                                                     | Bruno Comin (7668)                                                                      |
| 10.000m marcha (21 de mayo)          | Álvaro Martin (39:24.20)                                                                      | Caio Oliveira De Sena (39:57:59)                                                                        | César Rodríguez (40.13:10)                                                              |
| Relevo 4x100m (21 de mayo)           | España (39.03) Bernat Canet · Jesús Gómez · Daniel Rodríguez · Sergio López                   | República Dominicana (39.19) Christopher Valdez · Alexander Ogando · José González · Yancarlos Martínez | Brasil (39.32) Gabriel Luiz Boza · Felipe Bardi · Erik Felipe Barbosa · Lucas Rodrigues |
| Relevo 4x400m (22 de mayo)           | República Dominicana (3:00.98) Robert King · Alexander Ogando · Luguelín Santos · Lidio Feliz | España (3:04.05) Iñaki Cañal · Samuel García · Óscar Husillos · Manuel Guijarro                         | Portugal (3:07.23) João Coelho José Carlos Pinto Ricardo dos Santos Mauro Pereira       |

### Femenino
| PRUEBA                               |                                                                                                   |                                                                                                   | |
| ------------------------------------ | ------------------------------------------------------------------------------------------------- | ------------------------------------------------------------------------------------------------- | --- |
| 100m (20 de mayo)                    | Vitoria Cristina Silva (11.22)                                                                    | Lorène Bazolo (11.36)                                                                             | María Isabel Pérez (11.48)                                                                                |
| 200m (22 de mayo)                    | Vitoria Cristina Silva (23.53)                                                                    | Lorène Bazolo (23.67)                                                                             | Lorraine Barbosa Martins (23.80)                                                                          |
| 400m (21 de mayo)                    | Marileidy Paulino (49.49)                                                                         | Fiordaliza Cofil (50.64)                                                                          | Roxana Gómez (51.03)                                                                                      |
| 800m (22 de mayo)                    | Déborah Rodríguez (2:02.53)                                                                       | Daniela García (2:03.65)                                                                          | Patricia Silva (2:04.23)                                                                                  |
| 1500m (21 de mayo)                   | Solange Pereira (4:15.87)                                                                         | Águeda Muñoz (4:16.42)                                                                            | Salomé Afonso (4:17.35)                                                                                   |
| 5000m (22 de mayo)                   | Joselyn Brea (16:08.83)                                                                           | Fedra Aldana Luna (16:09.96)                                                                      | Lucía Rodríguez (16:10:08)                                                                                |
| Medio maratón (22 de mayo)           | Florencia Borelli (1:11:59)                                                                       | Daiana Alejandra Campo (1:13:13)                                                                  | Marta Galimany (1:13:23)                                                                                  |
| 3000m obst. (21 de mayo)             | Belén Adaluz Casetta (9:29.60)                                                                    | Irene Sánchez-Escribano (9:37.08)                                                                 | Tatiane Raquel Da Silva (9:42.06)                                                                         |
| 110m vallas (22 de mayo)             | Greisys Lázara Robles (12.93)                                                                     | Keily Linet Pérez (13.01)                                                                         | Paola Alejandra Vázquez (13.05)                                                                           |
| 400m vallas (21 de mayo)             | Melissa González (54.87)                                                                          | Sara Gallego (55.56)                                                                              | Grace Juliette Claxton (55.66)                                                                            |
| Salto de altura (22 de mayo)         | Kateryna Tabashnyk (1.90)                                                                         | Marysabel Senyu (1.87)                                                                            | Valdielia Martins (1.84)                                                                                  |
| Salto con pértiga (20 de mayo)       | Mónica Clemente (4.30)                                                                            | Juliana De Menis (4.30)                                                                           | Malen Ruiz de Azúa (4.25)                                                                                 |
| Salto de longitud (20 de mayo)       | Fátima Diame (6.65)                                                                               | Evelise Veiga (6.55)                                                                              | Yuliana Elizabeth Ángulo (6.48)                                                                           |
| Triple salto (22 de mayo)            | Leyanis Pérez (14.58)                                                                             | Liadagmis Povea (14.41)                                                                           | Ana José (14.25)                                                                                          |
| Lanzamiento de peso (21 de mayo)     | Jessica Inchude (18.07)                                                                           | Belén Toimil (17.85)                                                                              | Rosa Ramírez (17.60)                                                                                      |
| Lanzamiento de disco (22 de mayo)    | Yaimé Pérez (62.06)                                                                               | Karen Gallardo (59.39)                                                                            | Andressa de Morais (58.33)                                                                                |
| Lanzamiento de martillo (21 de mayo) | Laura Redondo (68.68)                                                                             | Mariana Grasielly Marcelino (64.51)                                                               | Mayra Alexandra Gaviria (64.44)                                                                           |
| Lanzamiento de jabalina (20 de mayo) | Juleysi Anahi Ángulo (60.91)                                                                      | Flor Denis Ruiz (60.52)                                                                           | Jucilene Sales (57.86)                                                                                    |
| Heptatlón (21 de mayo)               | Martha Valeria Araujo (5951)                                                                      | Ana Camila Pirelli (5808)                                                                         | Alysbeth Félix (5666)                                                                                     |
| 10.000m marcha (21 de mayo)          | Laura García-Caro (43:33.72)                                                                      | Kimberly García (43:41.50)                                                                        | Ana Cabecinha (44:23.69)                                                                                  |
| Relevo 4x100m (21 de mayo)           | República Dominicana (43.81) Martha Méndez · Marileidy Paulino · Anabel Medina · Fiordaliza Cofil | Portugal (44.82) Patricia Rodrigues Rosalina Santos Olimpia Barbosa Lorène Bazolo                 | DQ |
| Relevo 4x400m (22 de mayo)           | España ( 3:31.72) Berta Segura · Eva Santidrián · Carmen Avilés · Sara Gallego                    | Brasil (3:32.50) Tabata de Carvalho · Liliane Parrela · Chayenne da Silva · Tiffani do Nascimento | República Dominicana ( 3:33.41) Mariana Pérez · Evilin del Carmen · Franshina Martínez · Fiordaliza Cofil |

## Medallero
País organizador
| Núm. | País                       | Oro | Plata | Bronce | Total |
| ---- | -------------------------- | --- | ----- | ------ | ----- |
| 1    | España (ESP)               | 14  | 8     | 8      | 30    |
| 2    | República Dominicana (DOM) | 6   | 5     | 3      | 14    |
| 3    | Cuba (CUB)                 | 5   | 3     | 2      | 10    |
| 4    | Brasil (BRA)               | 4   | 10    | 8      | 22    |
| 5    | Portugal (POR)             | 3   | 6     | 8      | 17    |
| 6    | Argentina (ARG)            | 2   | 4     | 5      | 11    |
| 7    | Colombia (COL)             | 2   | 1     | 2      | 5     |
| 8    | Venezuela (VEN)            | 2   | 1     | 0      | 3     |
| 9    | Chile (CHI)                | 1   | 3     | 1      | 5     |
| 10   | Perú (PER)                 | 1   | 1     | 1      | 3     |
| 11   | Ecuador (ECU)              | 1   | 0     | 1      | 2     |
| 12   | Costa Rica (CRC)           | 1   | 0     | 0      | 1     |
| 13   | México (MEX)               | 1   | 0     | 0      | 1     |
| 14   | Ucrania (UKR)              | 1   | 0     | 0      | 1     |
| 15   | Uruguay (URU)              | 1   | 0     | 0      | 1     |
| 16   | Andorra (AND)              | 0   | 1     | 1      | 2     |
| 17   | Paraguay (PAR)             | 0   | 1     | 0      | 1     |
| 18   | Puerto Rico (PUR)          | 0   | 0     | 3      | 3     |